# Ameleságoras
Ameleságoras fue el pseudónimo de un historiador de la Antigua Grecia que realizó al menos una obra sobre la historia del Ática, titulada Átide, que no se ha conservado. Probablemente era originario de Calcedonia. Se estima que su obra fue realizada a principios del siglo III a. C.
Calímaco usó la obra de Ameleságoras como fuente para uno de sus escritos: Hécale.
Quizá sea el mismo que el Meleságoras citado en la Biblioteca mitológica donde dice que Glauco hijo de Minos fue uno de los personajes resucitados por Asclepio.